# 161278 Cesarmendoza
161278 Cesarmendoza este un asteroid din centura principală de asteroizi.

## Descriere
161278 Cesarmendoza este un asteroid din centura principală de asteroizi. A fost descoperit pe 24 martie 2003 la Mérida de Ignacio Ramón Ferrín Vázquez și Carlos Leal (astronom). Asteroidul prezintă o orbită caracterizată de o semiaxă mare de 2,54 ua, o excentricitate de 0,14 și o înclinație de 27,3° în raport cu ecliptica.